# 代爾塞島
代爾塞島（阿拉伯語：درسة）是也門的島嶼，位於索科特拉島西南38公里的印度洋海域，距離薩姆哈島17公里，長7.12公里、寬2.25公里，面積5.412平方公里，最高點海拔高度392米，島上無人居住。

## 重点鸟区
因在该岛上有红嘴热带鸟和褐鲣鸟的栖息地，该岛被國際鳥盟认证为重点鸟区。